# Джакомо Челентано

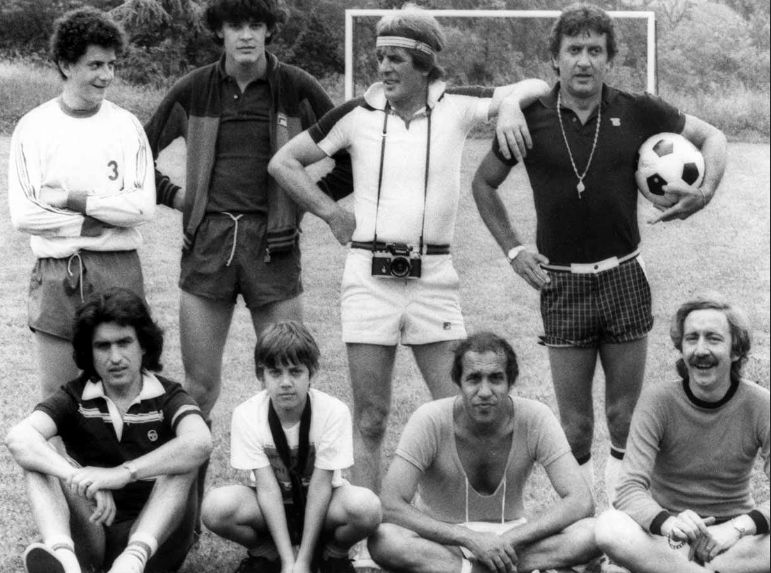
Знизу (ліворуч-праворуч): Тото Кутуньйо, Джакомо Челентано, Адріано Челентано і Крістіано Мінеллоно під час гри в футбол. З м'ячем: Мемо Діттонго (початок 1980-х років).

Джакомо Челентано (італ. Giacomo Celentano; нар. 17 листопада 1966) — італійський співак, композитор, кіноактор і автор телевізійних програм. Син Адріано Челентано і Клаудії Морі.

## Біографія
Вихованням Джакомо, його сестер — Розіти та Розалінди займалася здебільшого мати. Клаудія Морі була жінкою авторитарною і виховувала дітей в строгості, батько ж (Адріано Челентано) рідко бував удома через активну творчу діяльність.
Після закінчення школи Джакомо пішов служити в армію. Після армії працював у сфері архітектури, потім вступив до Європейського інституту на відділення дизайну. Батьки Джакомо були проти його музичної кар'єри, лише випуск його дебютного альбому змінив їх відношення до творчості сина. Свою музичну кар'єру Джакомо Челентано почав під ім'ям Джакомо Габріеле. Коли Адріано Челентано побачив назву платівки сина «Dentro Al Bosco», він сильно розлютився тому що син відмовився від прізвища батька. Надалі Джакомо виступав під своїм власним прізвищем.
У 1991 році брав участь як бек-вокаліст у записі альбому батька — «Il re degli ignoranti». У 1996 році написав пісню «Vento d'estate» для альбому батька «Arrivano gli uomini».
У 1997 році Джакомо познайомився зі своєю майбутньою дружиною Катьою. Трохи пізніше молоді люди почали зустрічатися, а через чотири з половиною роки узаконили стосунки. У 2004 році у Джакомо і Каті народився син Самуеле — поки що єдиний онук Адріано Челентано і Клаудії Морі.
У 2009 році Джакомо брав участь на фестивалі в Сан-Ремо. На відміну від свого батька, Джакомо вибув з конкурсу після першого етапу. Артист продовжив займатися творчістю, писати пісні й виконувати їх. Незважаючи на це, концерти Джакомо збирають повні зали. Джакомо також знімався в кіно і працює на італійському телебаченні.
У 2010 році Джакомо Челентано приїздив до Києва, де виступив разом з відомим італійським співаком Тото Кутуньйо.

## Дискографія
Альбоми
- 1989 — Dentro Al Bosco (CGD 24 6143 1)
- 2012 — Via D'uscita (‎PDD PDD0014/12)

Сингли
- 1989 — Sueño Latino (CGD 2292 46591-7)
- 1989 — Musica Veloce (CGD 2292466467)